# Tidore
Pour les articles homonymes, voir Tidore (homonymie).
Tidore, en indonésien Pulau Tidore, est une île d'Indonésie située dans la mer des Moluques, à l'ouest de Halmahera, dans l'archipel des Moluques du Nord. Administrativement, elle fait partie de la kota de Tidore de la province des Moluques du Nord.

## Histoire

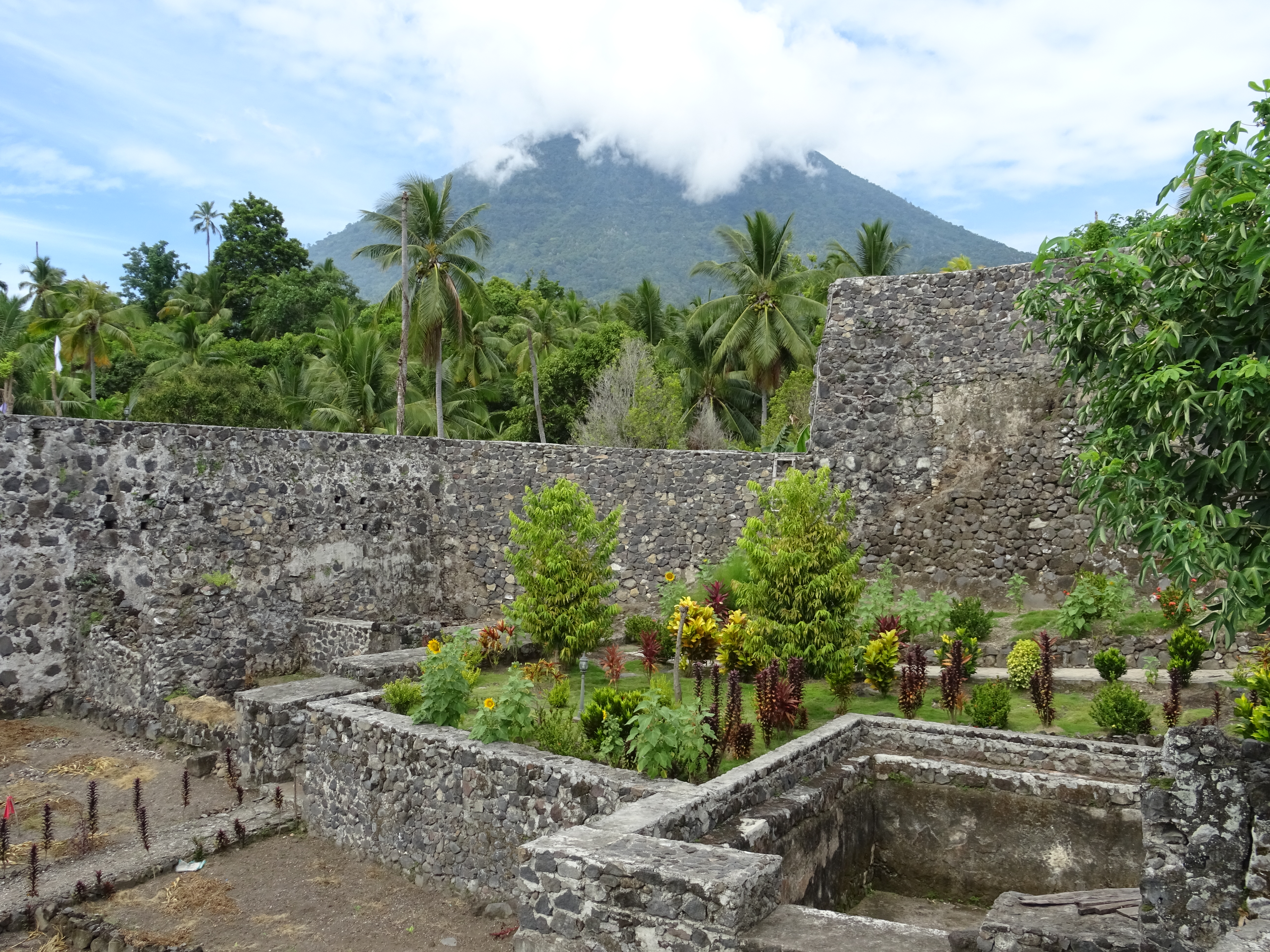
Le fort de Tahula

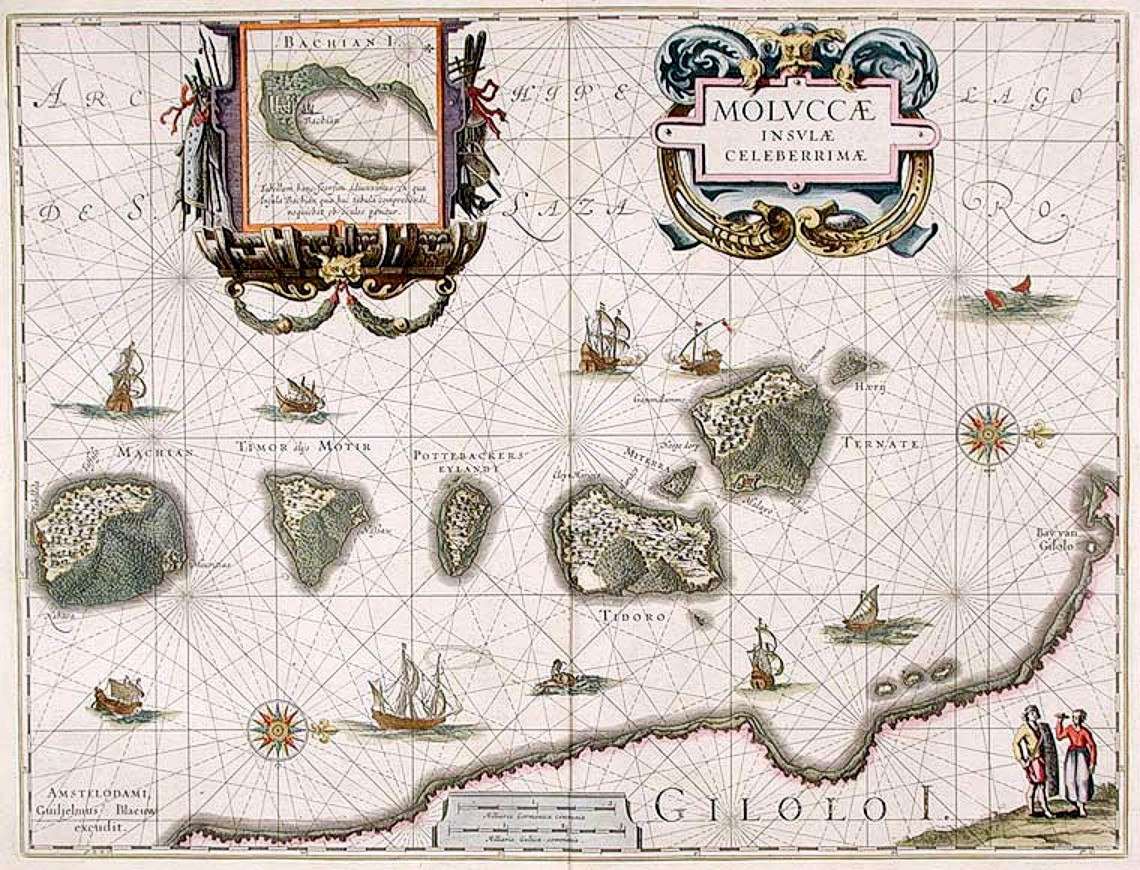
Carte de 1630 montrant les îles de Makian (Machian), Moti (Motik), Mare (Pottebackers), Tidore, Maitara (Miterra), Ternate, Hiri (Herij) et Gilolo (Halmahera)

### Le sultanat de Tidore
Avant l'arrivée des Européens, le sultanat de Tidore est une puissance politique et économique régionale, rivale de du sultanat de Ternate au nord. 
Les sultans de Tidore contrôlent le sud de Halmahera et, à certaines époques, Buru, Ambon et plusieurs des îles au large de la Nouvelle-Guinée occidentale, dont Sorong. 

### L'alliance espagnole (XVIesiècle-1663)
Les premiers Espagnols à venir à Tidore sont les membres de l'expédition d'Álvaro de Saavedra, partie à la demande d'Hernán Cortés de Nouvelle-Espagne (actuel Mexique) en 1528. Mais ils ne réussissent pas à rentrer en Nouvelle-Espagne, subissent différentes péripéties et sont finalement faits prisonniers par des Portugais en 1529.
Au XVIe siècle, Tidore s'allie aux Espagnols[Quand ?], qui font construire de nombreux forts sur l'île. La présence espagnole permet à Tidore de lutter contre les incursions de Ternate et plus tard, des Néerlandais de la Compagnie néerlandaise des Indes orientales (créée en 1602), qui ont choisi de s'implanter à Ternate.

### Les relations avec la Compagnie néerlandaise des Indes orientales
Malgré le retrait des Espagnols en 1663, Tidore continue de résister aux Néerlandais. En particulier, sous le sultan Saifuddin, qui règne de 1657 à 1689, Tidore utilise les revenus de la vente d'épices aux Néerlandais pour renforcer ses liens traditionnels avec ses voisins, ce qui lui permettra d'éviter de faire appel à l'aide des Néerlandais, comme le faisait Ternate.[pas clair]
Tidore reste un royaume indépendant, malgré de fréquentes interférences des Néerlandais, jusqu'à la fin du XVIIIe siècle. Comme Ternate, Tidore permettra aux Néerlandais d'appliquer leur plan d'éradication des épices sur son territoire. Ce programme avait pour but de renforcer le monopole néerlandais sur les épices en limitant leur production à un nombre restreint de lieux. Il appauvrit Tidore et affaiblit son contrôle sur ses voisins.

### Le protectorat néerlandais (1780)
En 1780, le sultan de Tidore signe un traité de protectorat avec la VOC, qui le fait entrer dans l'empire colonial néerlandais.

### Tidore dans l'Indonésie indépendante (depuis 1945)
Le sultanat est aboli par Soekarno, puis rétabli en 1999.

## Langue
Le tidore, comme le ternate ou l'halmaherien, appartient à la branche des langues halmahera du Nord de la famille des langues papoues occidentales.